# ソユーズT-10
ソユーズT-10 (Союз Т-10 / Soyuz T-10) は、ソユーズのミッション。地球を3748周した。

## 乗組員

### 出発時
- レオニード・キジム (2) - コマンダー
- ウラジーミル・ソロフィエフ (1) - フライトエンジニア
- オレグ・アトコフ (1) - 研究者

### 帰還時
- ユーリイ・マリシェフ (2) - コマンダー
- ゲンナジー・ストレカロフ (3) - フライトエンジニア
- ラケッシュ・シャルマ (インド) (1) - 研究者

### バックアップ
- ウラジーミル・ヴァシューチン - コマンダー
- ヴィクトル・サヴィヌイフ - フライトエンジニア
- ワレリー・ポリャコフ - 研究者

## ミッションハイライト
サリュート7号への初めての滞在ミッションである。
3人の乗組員が暗いサリュート7号の船内にライトを持って入った。彼らは、ドッキングユニットの減速用パラシュートの金属が焦げたような匂いがしたと語っている。2月17日、サリュート7号は完全に機能を回復し、宇宙飛行士達は通常作業に入った。内科医のオレグ・アトコフは雑用をこなしながら彼自身や同僚の健康状態を観察した。
前年にステーションのエネルギーラインが破裂し、キジムとソロフィエフは修理のため、3度の宇宙遊泳を行った。
ソユーズT-10のドッキングの光景を描いた絵は、Spectrum HoloByte社版のテトリスの背景となっている。